# Stictodiscaceae
Famille
Les Stictodiscaceae  sont une famille d'algues de l'embranchement des Bacillariophyta (Diatomées), de la classe des Coscinodiscophyceae et de l’ordre des Stictodiscales.

## Étymologie
Le nom de la famille vient du genre type Stictodiscus, composé du préfixe stict- (du grec στικτός / stiktós, « pointillé, tacheté, de couleurs variées »), et du suffixe -disc, disque.

## Description
Le genre type Stictodiscus (à ne pas confondre avec le genre Stictocyclus) est décrit comme suit par Greville en 1861 : 

« Frustules simples, discoïdes, divisées par des lignes rayonnantes en de nombreux compartiments plissés. Lignes n'atteignant pas le centre. Compartiments garnis de points lacrymaux transparents bien visibles, ressemblant à des pores. (Chez les quatre espèces typiques, de grands points ponctués dispersés occupent également la partie centrale vierge du disque.) »

## Distribution
Certaines espèces de Stictodiscus ont été découvertes dans des dépôts sédimentaires des îles Caraïbes de Trinidad et Barbade, et dans l'île grecque d'Égine.

## Liste des genres
Selon AlgaeBase (29 juillet 2022) :
- Compositus Vekshina, 1960 nom. inval.
- Palaeocompositus U.B.Dehsmukh, S.Blanco & Molinari, 2022
- † Pseudostictodiscus Grunow ex Schmidt et al., 1882
- Rhaphidophora J.A.Long, Fuge & Js.Smith bis, 1946
- Rhaphidophoropsis S.Blanco & C.E.Wetzel, 2016
- † Rocella Hanna, 1930
- Stictocyclus A.Mann, 1925
- † Stictodiscus Greville, 1861 - genre type
- † Stictolecanon S.Komura, 1999  †  nomen dubium, selon DiatomBase

## Systématique
Le nom correct complet (avec auteur) de ce taxon est Stictodiscaceae Simonsen, 1972.

## Publication originale
- Simonsen, R. (1972). Ideas for a more natural system of the centric diatoms. Beih. Nova Hedwigia 39: 37-54.